# کورت‌پینار (جیحان)
کورت‌پینار (به ترکی استانبولی: Kurtpınar) یک منطقهٔ مسکونی در ترکیه است که در جیحان واقع شده‌است.